# Lay All Your Love on Me
"Lay All Your Love On Me" é uma canção do grupo sueco ABBA, contida no sétimo álbum de estúdio Super Trouper, sendo seu terceiro single lançado mundialmente em 1981. A versão original foi lançada apenas como um single de 12 polegadas em 1981 em territórios limitados, e não como um disco padrão de 7 polegadas. Na época, era o disco de 12 polegadas mais vendido na história das paradas britânicas, onde alcançou o número 7. A música fez muito sucesso pela sua batida eletrônica, que consagrou a música como uma das melhores do Super Trouper. "Lay All Your Love on Me" aparece na compilação do grupo Gold: Greatest Hits.
A Slant Magazine colocou a canção no número 60 na lista das melhores músicas de dança de todos os tempos.

## Clipe
O clipe de Lay All Your Love On Me foi feito as pressas, isto é, fizeram montagens de seus clipes e apresentações anteriores, tais como da turnê de 1979 e dos clipes "The Winner Takes It All", "Take On Chance On Me", "Summer Night City".

## Posições
1. Estados Unidos - #1 (Club Play Singles)
2. Alemanha - #5
3. Reino Unido - #7
4. Irlanda - #8
5. Bélgica - #14
6. França - #18